# Mount Talmadge
Mount Talmadge är ett berg i Antarktis. Det ligger i Östantarktis. Nya Zeeland gör anspråk på området. Toppen på Mount Talmadge är 2 395 meter över havet.
Terrängen runt Mount Talmadge är kuperad söderut, men norrut är den bergig. Trakten är obefolkad. Det finns inga samhällen i närheten.